# قاي ماديسون (موسيقي)
قاي ماديسون (بالإنجليزية: Guy Maddison)‏ هو موسيقي أسترالي، ولد في 31 مارس 1965 في برث في أستراليا.

## وصلات خارجية
- جاي ماديسون على موقع ميوزك برينز (الإنجليزية)
- جاي ماديسون على موقع ديسكوغز (الإنجليزية)